# Граф Оксфорд и Асквит
Граф Оксфорд и Асквит (англ. Earl of Oxford and Asquith) — наследственный титул в системе Пэрства Соединённого королевства, существующий с 1925 года. Младший титул, который используется в качестве титула учтивости, — виконт Асквит.

## История
Титул был создан 10 февраля 1925 года для Герберта Генри Асквита (1852—1928) — лидера либеральной партии Великобритании в 1908—1926 годах, который в 1908—1916 годах занимал пост премьер-министра Великобритании. Вместе с графским титулом он получил титул виконта Асквита из Морли в Западном Райдинге в графстве Йоркшир (пэрство Соединённого королевства), который используется наследниками в качестве титула учтивости. Первоначально для Герберта Асквита планировалось воссоздать титул «графа Оксфорда», однако после жалобы представителей семьи Харли, которые носили титул графа Оксфорда в предыдущем столетии, был найден компромиссный вариант — к титулу была сделана прибавка «Асквит».
Первому графу в 1928 году наследовал его внук Джулиан Асквит, 2-й граф Оксфорд и Асквит (1916—2011), старший сын Рэймонда Асквита, погибшего в Первой мировой войне. Джулиан Асквит был дипломатом, администратором и занимал пост губернатора Сейшельских островов (1962—1967). Он скончался в 2011 году и его преемником стал его старший сын Раймонд Асквит, 3-й граф Оксфорд и Асквит (родился в 1952).
Штаб-квартира графов Оксфорд и Асквит находится в городе Фроум, Сомерсет.

## Графы Оксфорд и Асквит (с 1925 года)

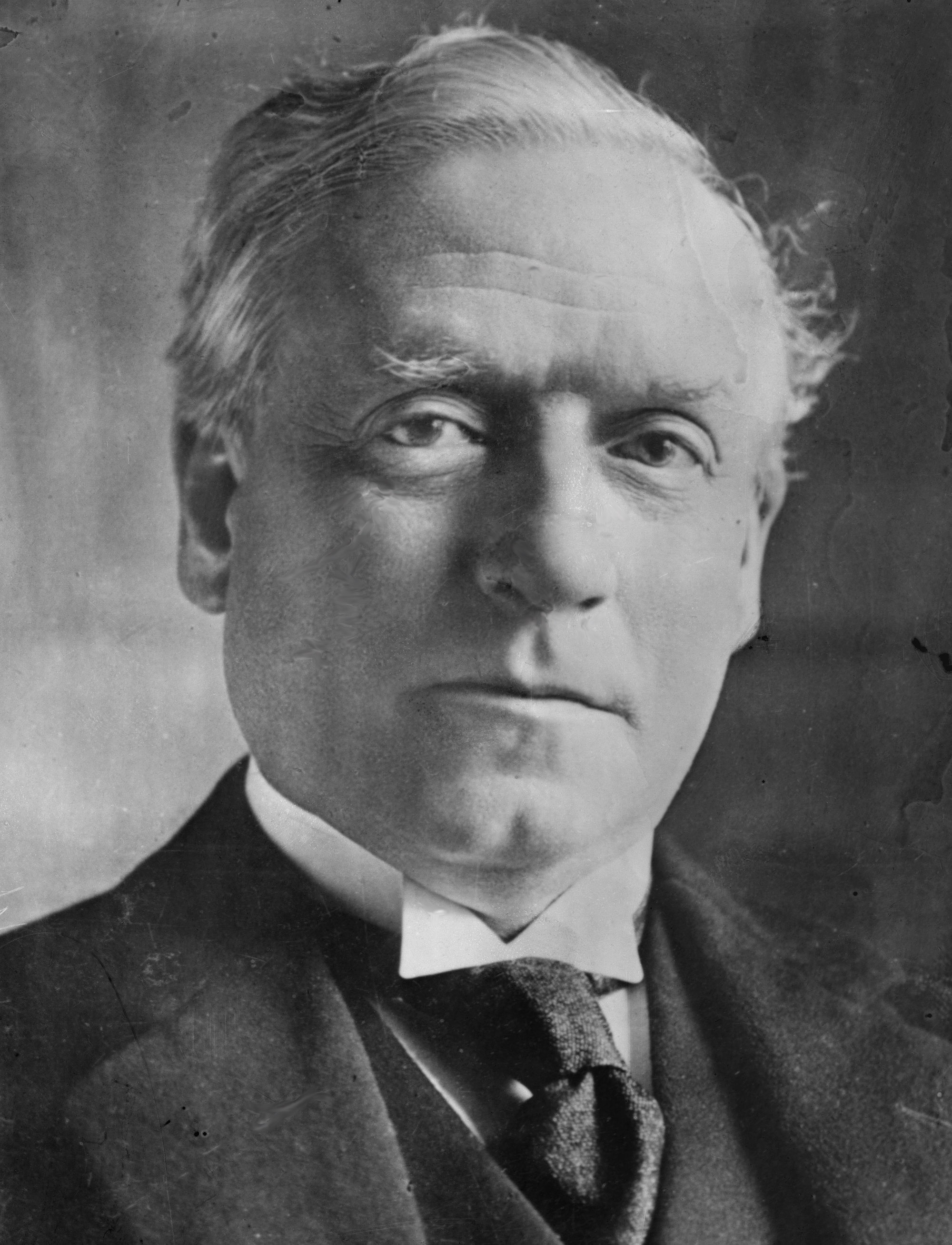
Герберт Генри Асквит, 1-й граф Оксфорд и Асквит

- 1925—1928: Герберт Генри Асквит (12 сентября 1852 — 15 февраля 1928), лидер либеральной партии Великобритании в 1908—1926 годах, премьер-министр Великобритании и лорд-казначей в 1908—1916 годах, 1-й граф Оксфорд и Асквит и 1-й виконт Асквит с 1925 года, второй сын торговца шерстью Джозефа Диксона Асквита (1825—1860) и Эмили Вильямс (1828—1888)[1][2].
- 1928—2011: Джулиан Эдвард Джордж Асквит (22 апреля 1916 — 16 января 2011), 2-й граф Оксфорд и Асквит и 2-й виконт Асквит с 1928 года, внук предыдущего, единственный сын Рэймонда Асквита[англ.] (6 ноября 1878 — 15 сентября 1916)[3][4].
- 2011—н. в.: Рэймонд Бенедикт Бартоломью Майкл Асквит (родился 24 августа 1952), 3-й граф Оксфорд и Асквит и 3-й виконт Асквит с 2011 года, старший сын предыдущего[5].
  - Наследник: Марк Джулиан Асквит (родился 13 мая 1979), виконт Асквит с 2011 года (титул учтивости), единственный сын предыдущего[6].
  - Второй наследник: Ганнибал Джордж Асквит (родился в сентябре 2011), сын предыдущего[7].